# Festival de Arte Negro
Festival de Arte Negro, es el festival más antiguo de danzas afroperuanas que se celebra anualmente en la ciudad de San Vicente de Cañete, en el mes de agosto, durante la celebración de la Semana Turística de Cañete. El festival es promovido por la Municipalidad Provincial de Cañete. El evento fue inaugurado el 29 de agosto de 1971, y contó en aquella primera edición con la participación de Nicomedes Santa Cruz como director general. El festival rescata manifestaciones musicales de la etnia afroperuana. Estas manifestaciones resaltan la identificación de las raíces étnicas de los antiguos esclavos africanos que se establecieron en el valle de Cañete. En el festival se desarrolla el concurso de festejo femenino más antiguo del Perú, en el que candidatas de diversos lugares del país postulan por los cetros de Reina del Ritmo y del Festejo. Desde 1971 hasta 1974, el evento se desarrolló en el ex teatro ACAR de Cañete (actual santuario Madre del Amor Hermoso). En 1975 se llevó a cabo el Primer Festival de la Canción Negroide, resultando ganador don José Villalobos con su tema "El Negrito Chinchiví". Luego de 1976, el festival se desarrolla en el Estadio Municipal Roberto Yáñez de San Vicente de Cañete. Durante los primeros años, el Festival concitó la atención de los principales medios de comunicación del país.
Históricamente, después de poco tiempo de la fundación española de Cañete, dada el 30 de agosto de 1556, llegaron los primeros esclavos negros al Perú, para cumplir con las faenas agrícolas. Cañete fue un lugar de concentración de esclavos que albergaron las haciendas El Dulce (Montalván), La Huaca, Viña de Casa Blanca, El Calero (Santa Bárbara), San Juan Capistrano (La Quebrada), Matarratones (Arona), San Benito, San Pedro Abad (Hualcará), Unanue, Chilcal, entre otras que existieron y existen todavía en el valle, cercanos al distrito de San Luis. El valle de Cañete, poco a poco, se fue convirtiendo en un emporio de gente negra, con raíces en las costas de Guinea, Congo, Angola y otras etnias africanas, tal como consta en el censo realizado en 1792, en el cual señala que el corregimiento de Cañete contaba con un total de 3363 esclavos negros (26.6% de la población del lugar) siendo de las que contaban con mayor población negra en el virreinato del Perú luego de Lima  e Ica . Después de Cañete estarían Chancay (1600), Moquegua (1397), Chincha (1252), Arequipa (1164), Trujillo (1000), Lambayeque (946), y Pisco (872), por citar zonas con mayor población negra.
Los esclavos negros trajeron consigo sus creencias, costumbres, bailes, que los conquistadores trataron de prohibirlos. Fue así que entre castigos y explotaciones, y ante la necesidad de distraerse, nació el folklore afroperuano. En lugares como Cañete y Chincha se practicaron danzas como el Festejo, Alcatraz, Moros y Cristianos, Jualijía y el Toro mata; este último, aunque fue difundida como un landó, en sí es una forma musical muy antigua de Cañete, y que fuera recopilada por Caitro Soto.
Es recién en 1992 que el Festival de Arte Negro es reconocido legalmente mediante la obtención de varios títulos que otorga la Dirección General de Derechos de Autor a la Municipalidad de Cañete, entre los cuales destacan "Cañete Cuna del Festival de Arte Negro", "Festival de Arte Negro" y "Cañete Cuna y Capital del Arte Negro Nacional".